# Speciale markering

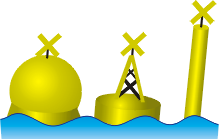
Voorbeelden van speciale markering

Fl.Y3s

Speciale markering of speciale betonning ((en) Special mark) formeel in Nederland: Markeringen met bijzondere betekenis in de vorm van een boei of andere markering, zoals gedefinieerd door de International Association of Marine Aids to Navigation and Lighthouse Authorities (IALA) door middel van het IALA Maritiem Betonningsstelsel, is een vorm van betonning of bebakening die gebruikt wordt door maritieme autoriteiten om voor de scheepvaart te markeren dat er een obstructie is zoals een onderzeese pijpleiding, een golfmeetboei of om de grens van een gebied aan te geven, zoals een waterskigebied, een ankerverbod, een recreatiegebied, ligplaatsen enzovoort.
De speciale markeringen zijn herkenbaar aan hun gele kleur, het topteken (indien aangebracht) is een enkel geel liggend kruis, het licht (indien aangebracht) is geel met het karakter Fl, Fl(3), Fl(4) of Fl(5), met een periodetijd van meestal 5 of 20 seconden, in elk geval zodanig dat er geen verwarring met markeringen in de buurt kan zijn.
|  |  |  |

In Nederland is het geregeld in het Scheepvaartreglement territoriale zee